# Tardienta
Tardienta – miejscowość gminna w Hiszpanii w regionie Aragonia w prowincji Huesca. Przebiega tędy kolej dużych prędkości - AVE.